# Alliance Films
Alliance Films (auch bekannt unter Alliance Communications, Alliance Atlantis Releasing LTD oder CIC Canada und in Quebec als Alliance VivaFilm) war ein großes kanadisches Filmproduktionsstudio mit Hauptsitz in Montreal, Québec. Das Unternehmen vertrieb Filme weltweit und besaß Niederlassungen in Großbritannien  und Spanien.

## Geschichte
Das Unternehmen wurde 1984 von Stephen Roth, Denis Héroux, John Kemeny, Robert Lantos, Andras Hamori und Susan Cavan als Alliance Entertainment gegründet. 1990 wurde ein Filmvertriebsstudio, Vivafilm, in der französischsprachigen Provinz Quebec gekauft. 1998 erfolgte der Zusammenschluss der beiden Unternehmen und die Gründung von Alliance Atlantis Communications. Aufgrund der Insolvenz von Alliance Atlantis, wurde das Unternehmen zerschlagen und Teilbereiche verkauft. 2007 erfolgte die Neugründung von Alliance Films. Die Unternehmensteile kauften u. a. Société générale de financement du Québec und Goldman Sachs Capital, die beide jeweils über große Anteile verfügen.
Am 24. Juni 2011 übernahm Alliance Films das Unternehmen Maple Pictures von Lions Gate Entertainment für 38,5 Millionen Dollar.
Am 3. Januar 2012 gab Goldmann Sachs Capital das Verkaufsinteresse an seinen Anteile bekannt. Am 28. Mai 2012 bekundete das kanadische Unternehmen Entertainment One Interesse an den Anteilen von Goldmann Sachs Capital.
Am 9. Januar 2013 übernahm Entertainment One (eOne) für 225 Millionen US-Dollar Alliance Films und alle ihre Tochtergesellschaften.

## Vertrieb
Die Filme des Unternehmens werden u. a. vertrieben von (Auszug):
- The Weinstein Company
- Dimension Films
- Miramax Films
- Fox Atomic/Fox Faith
- HBO Films
- Overture Films
- Metro-Goldwyn-Mayer/United Artists
- Screen Gems/Triumph Films/TriStar Pictures
- Freestyle Releasing
- Grosvenor Park
- CBS Films
- Apparition
- Lionsgate
- PolyGram Filmed Entertainment
- New Line Cinema

## Veröffentlichte Filme
Folgende Filme wurden von dem Unternehmen produziert/vertrieben (Auszug):
- The Lord of the Rings: The Two Towers (2002) von New Line Cinema und Warner Bros.
- Final Destination 2 (2003) –  New Line Cinema
- Freddy vs. Jason (2003) –  New Line Cinema
- Final Destination 3 (2006) – New Line Cinema
- Arthur and the Minimoys (2006) – Europa Corp.
- Snakes on a Plane (2006) –  New Line Cinema
- Mr. Brooks (2007) – Metro-Goldwyn-Mayer
- 28 Weeks Later (2007) – Fox Atomic
- Nothing Like the Holidays (2008) – Overture Films
- Battle in Seattle (2008) – Redwood Palms Pictures
- Food, Inc. (2009) – Magnolia Pictures
- Trailer Park Boys: Countdown to Liquor Day (2009)
- Skyline (2010) produziert von Rogue Pictures und Universal Pictures
- Hobo with a Shotgun (2011) by Rhombus Media, Whizbang Films Inc., and Yer Dead Productions
- The Woman in Black (2012) produced by CBS Films, Cross Creek Pictures, Hammer Film Productions and Exclusive Media Group
- The Hunger Games (2012) produced by Lionsgate and Color Force

Folgende Serien wurden von dem Unternehmen  produziert/vertrieben (Auszug):
- Amazon
- Andromeda
- Earth: Final Conflict
- Emily of New Moon
- First Wave
- F/X: The Series
- Les Invincibles
- The Hitchhiker
- The Hunger
- Lexx
- Mutant X
- Mysterious Island
- Ned's Declassified School Survival Guide
- Once a Thief
- The Outer Limits
- Psi Factor: Chronicles of the Paranormal
- The Ray Bradbury Theater
- Relic Hunter